# Dopóki kłamstwa nas nie rozłączą
Dopóki kłamstwa nas nie rozłączą (ang. ’Til Lies Do Us Part) – kanadyjsko-amerykański thriller z 2007 roku w reżyserii Roberta Malenfanta.

## Opis fabuły
Leeza Mitchell (Paula Trickey) zatrudnia prywatnego detektywa Ethana Woodsa (Al Sapienza), by ustalił, co łączy jej męża z byłą partnerką. Nie wie, że mężczyzna ma swój własny plan. Zamierza rozbić związek Mitchellów, aby związać się z Leezą. Woods próbuje wyeliminować Treya (Thomas Calabro).

## Obsada
- Paula Trickey jako Leeza Mitchell
- Al Sapienza jako Ethan Woods
- Thomas Calabro jako Trey Mitchell
- Cynthia Preston jako Jeanette
- Felix Pennell jako Dylan
- Cary Lawrence jako Sacha
- Dean Hagopian jako Bob
- Richard Robitaille jako Wayne
- Krista Morin jako Charlie
- Sabine Karsenti jako Rebecca

i inni